# Luís Maximiano
Luís Manuel Arantes Maximiano, noto semplicemente come Luís Maximiano (Braga, 5 gennaio 1999), è un calciatore portoghese, portiere dell'Almería.

## Carriera

### Club

#### Sporting Lisbona
Cresciuto nel settore giovanile dello Sporting Lisbona, ha esordito in prima squadra il 26 settembre 2019, disputando l'incontro di Taça da Liga con il Rio Ave, perso 2-1. Il 28 novembre seguente, esordisce in Europa League nella vittoria per 4-0 contro il PSV; il 1º dicembre, invece, debutta in campionato contro il Gil Vicente.

#### Granada
Il 17 agosto 2021, viene acquistato a titolo definitivo dal Granada, nella Liga spagnola. Lungo la stagione, totalizza 35 presenze da titolare in campionato con il club andaluso.

#### Lazio
Il 13 luglio 2022, Maximiano viene acquistato a titolo definitivo dalla Lazio, in Serie A, per circa 10 milioni di euro, firmando un contratto triennale con il club italiano. Il 14 agosto seguente, fa il suo esordio ufficiale con la maglia biancoceleste in campionato, partendo da titolare nella vittoria casalinga per 2-1 sul Bologna; tuttavia, dopo appena tre minuti e 51 secondi dal fischio d'inizio, subisce la sua prima espulsione in carriera, per una presa di mano oltre la linea dell'area di rigore. La sua è dunque diventata la seconda espulsione più veloce (la prima per un portiere) all'esordio in massima serie, dietro soltanto a Francesco Cassata, che esordì in SPAL-Sassuolo del 22 ottobre 2017 e venne espulso dopo 158 secondi. In seguito a ciò, nel corso della stagione il portiere perde il posto da titolare, in favore di Ivan Provedel, pur collezionando alcune presenze in UEFA Europa Conference League e in Coppa Italia.

#### Almería
Il 16 agosto 2023, viene ceduto in prestito con diritto di riscatto all'Almería, nella massima serie spagnola. Il 5 maggio 2024, effettua dieci parate in una singola partita, contribuendo al successo per 1-0 in campionato in casa del Rayo Vallecano. Nonostante la retrocessione del club andaluso in Segunda División al termine della stagione, il 2 luglio 2024 il portiere viene ufficialmente riscattato per circa otto milioni di euro, firmando un contratto quinquennale.

### Nazionale
Con la nazionale Under-20 portoghese ha preso parte al campionato mondiale di categoria nel 2017 e nel 2019, senza tuttavia disputare alcun incontro in nessuna delle due edizioni della competizione.

## Statistiche

### Presenze e reti nei club
Statistiche aggiornate al 18 aprile 2025.
| Stagione                | Squadra                 | Campionato              | Campionato | Campionato | Coppe nazionali | Coppe nazionali | Coppe nazionali | Coppe continentali | Coppe continentali | Coppe continentali | Altre coppe | Altre coppe | Altre coppe | Totale | Totale | Totale |
| Stagione                | Squadra                 | Comp                    | Pres       | Reti       | Comp            | Pres            | Reti            | Comp               | Pres               | Reti               | Comp        | Pres        | Reti        | Pres   | Reti   |        |
| ----------------------- | ----------------------- | ----------------------- | ---------- | ---------- | --------------- | --------------- | --------------- | ------------------ | ------------------ | ------------------ | ----------- | ----------- | ----------- | ------ | ------ | ------ |
| 2017-2018               | Sporting Lisbona B      | LP                      | 6          | -12        |                 | -               | -               |                    | -                  | -                  |             | -           | -           | 6      | -12    |        |
| 2018-2019               | Sporting Lisbona        | PL                      | 0          | 0          | CP+CdL          | 0               | 0               |                    | -                  | -                  |             | -           | -           | 0      | 0      |        |
| 2019-2020               | Sporting Lisbona        | PL                      | 23         | -22        | CP+CdL          | 1+3             | -2;-6           | UEL                | 4                  | -7                 |             | -           | -           | 31     | -37    |        |
| 2020-2021               | Sporting Lisbona        | PL                      | 2          | 0          | CP+CdL          | 2+1             | -3;0            | UEL                | 0                  | 0                  |             | -           | -           | 5      | -3     |        |
| Totale Sporting Lisbona | Totale Sporting Lisbona | Totale Sporting Lisbona | 25         | -22        |                 | 7               | -11             |                    | 4                  | -7                 |             | -           | -           | 36     | -40    |        |
| 2021-2022               | Granada                 | PD                      | 35         | -55        | CR              | 0               | 0               |                    | -                  | -                  |             | -           | -           | 35     | -55    |        |
| 2022-2023               | Lazio                   | A                       | 1          | 0          | CI              | 2               | -1              | UEL+UECL           | 0+3                | 0+-2               | -           | -           | -           | 6      | -3     |        |
| 2023-2024               | Almería                 | PD                      | 33         | -63        | CR              | 1               | 0               |                    | -                  | -                  | -           | -           | -           | 34     | -63    |        |
| 2024-2025               | Almería                 | SD                      | 28         | -45        | CR              | 2               | -2              |                    | -                  | -                  | -           | -           | -           | 30     | -47    |        |
| Totale Almería          | Totale Almería          | Totale Almería          | 61         | -108       |                 | 3               | -2              |                    | -                  | -                  |             | -           | -           | 64     | -110   |        |
| Totale carriera         | Totale carriera         | Totale carriera         | 128        | -196       |                 | 12              | -14             |                    | 7                  | -9                 |             | -           | -           | 147    | -219   |        |

## Palmarès

### Club

#### Competizioni nazionali
- Coppa di Lega portoghese: 1

Sporting CP: 2020-2021
- Campionato portoghese: 1

Sporting CP: 2020-2021
- Supercoppa di Portogallo: 1

Sporting CP: 2021